# Marie-Rose Bracke
Marie-Rose (Roos) Bracke (Gent, 18 november 1949 - aldaar, 14 december 2012) was een Belgische rechter. Ze was van 2007 tot 2012 voorzitter van de Raad van State, de tweede hoogste staatsraad binnen het rechtscollege.

## Biografie
Marie-Rose Bracke studeerde rechten aan de Rijksuniversiteit Gent en de Universiteit van Californië - Berkeley in de Verenigde Staten.
Ze begon haar carrière in 1973 als bestuurssecretaris van het Gebouwenfonds voor de Rijksscholen. Van 1989 tot 1991 was ze directeur van de juridische dienst van de Autonome Raad van het Gemeenschapsonderwijs (ARGO). In 1991 werd ze staatsraad en kamervoorzitter bij de Raad van State. In 2007 werd ze voorzitter van de Raad, de tweede hoogste staatsraad binnen het rechtscollege. Ze was de eerste vrouw die deze functie bekleedde.
Bracke was ook lid van de raad van bestuur van de Universiteit Gent.
Ze was gehuwd met jurist Walter De Bondt, emeritus hoogleraar aan de Universiteit Gent. Bracke was een schoonzus van politicus Luc Van den Bossche en een tante van politica Freya Van den Bossche. Ze overleed in 2012 als gevolg van een lange ziekte.